# Джордж Янґ, 5-й баронет
Сер Джордж Янґ, 5-й баронет, KCB, PC, FRS ( [jʌŋ] ; 17 липня 1731 — 25 вересня 1812), з Ескот-гаузу в парафії Талатон у Девоні, Англія, був британським військовим міністром (1782–1783 і 1783–1794). У 1755 році він став спадкоємцем баронства свого батька, яке припинилося, коли він помер бездітним. На його честь, зокрема, названа Янґ-стріт, одна з головних вулиць сучасного Торонто, Канада, названа так у 1793 році лейтенант-губернатором Верхньої Канади Джоном Ґрейвзом Сімко.

## Життя і кар'єра

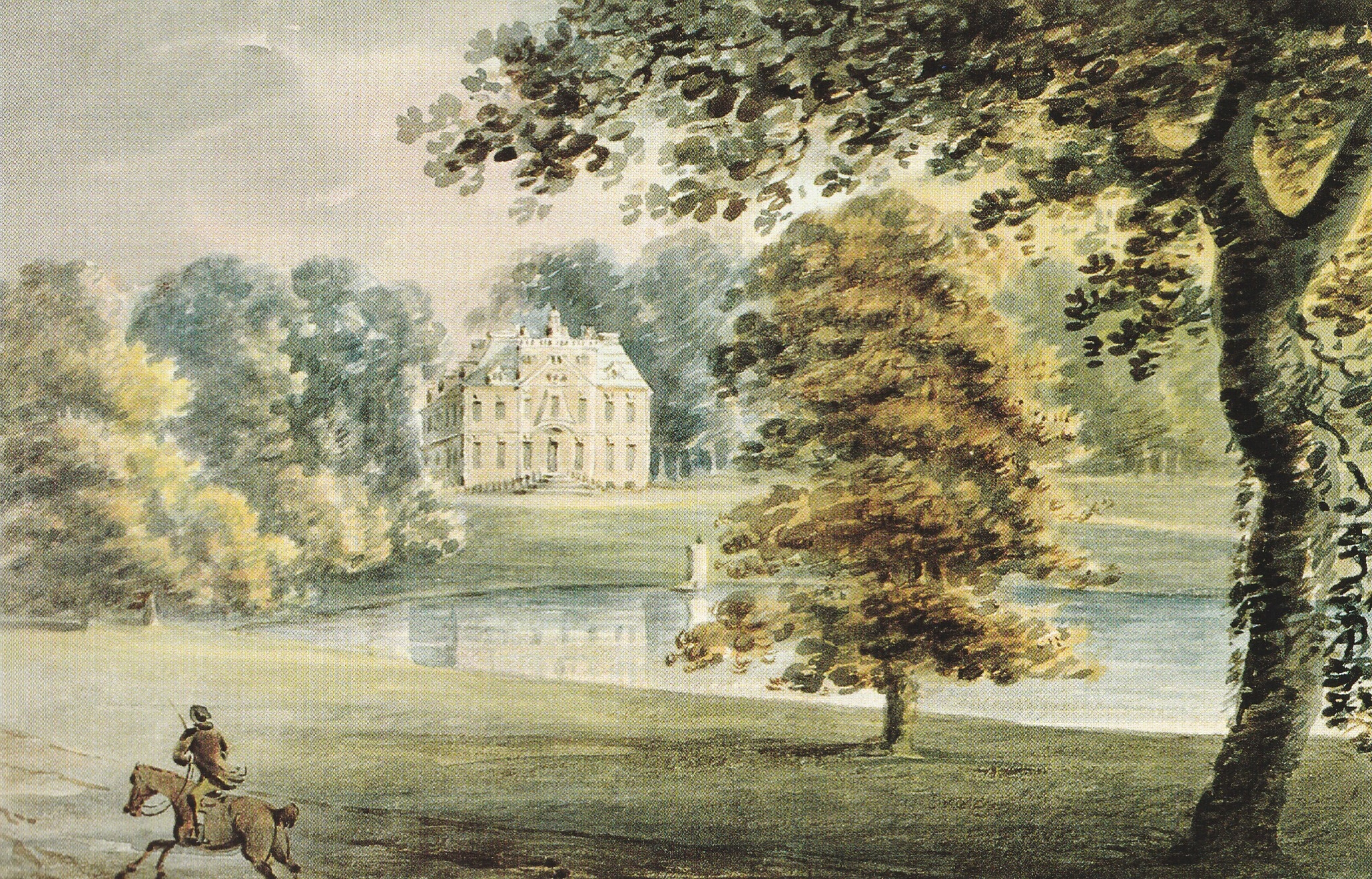
Будинок Ескота 1794 року

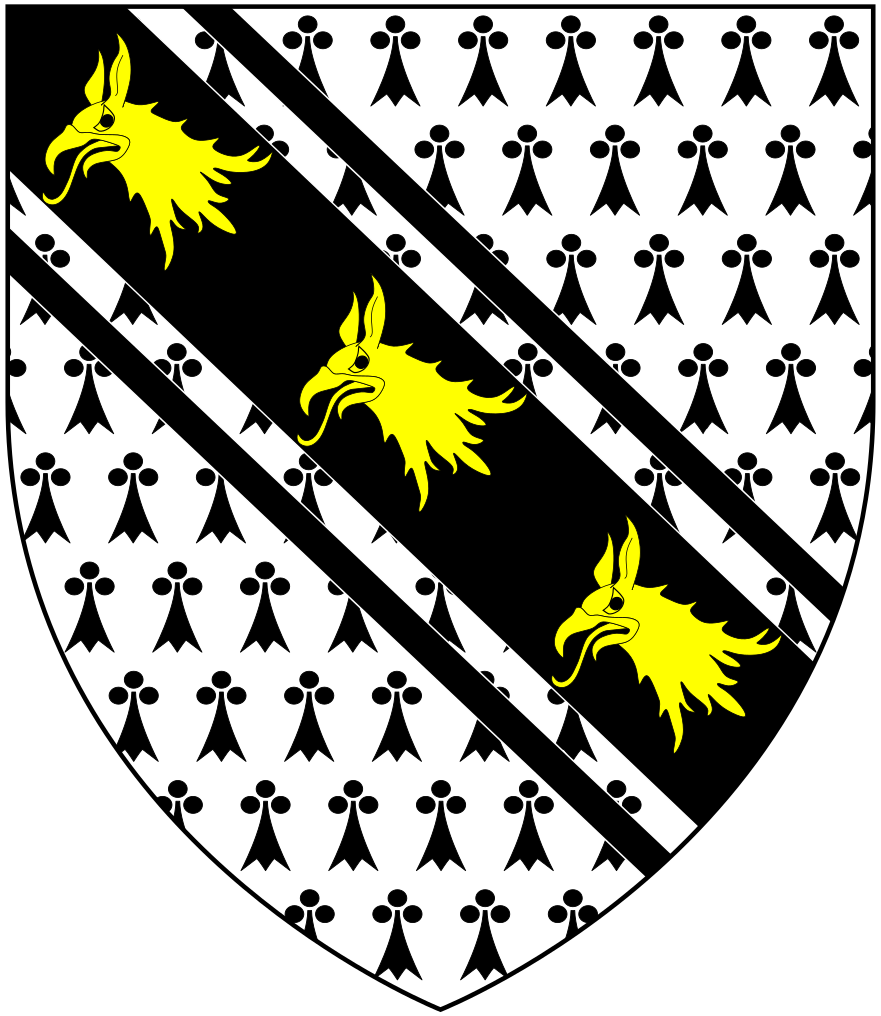
Герб Янґа: На орностажвому щиті, на діагональній отороченій смузі три голови грифона

Янґ народився в 1731 році  у Ґрейт-Гаузі в парафії Колітон, Девон, сином і спадкоємцем сера Вільяма Янґа, 4-го баронета, від його другої дружини Енн Говард. Він мав зведеного брата Волтера Янґа від першої дружини свого батька Мері Гіткот.
Він здобув освіту в Ітонському коледжі, а потім у Лейпцизькому університеті. Від 1754 до 1761 року і знову від 1763 до 1796 року він був членом парламенту від Гнилого району Гонітона, Девон, що належав його родині. Він часто говорив, що він успадкував 80 000 фунтів стерлінгів від свого батька, придбав ще 80 000 фунтів стерлінгів, коли одружився, і 80 000 фунтів стерлінгів від парламенту, але Гонітон «проковтнув це все». Це сталося через величезні хабарі, поширені в той час, з метою впливу на електорат у брудних місцевих виборах того часу. Янґ був призначений до Таємної ради Сполученого Королівства в 1782 році і виконував обов'язки губернатора Капської колонії протягом короткого періоду від 1799 до 1801 року. У 1784 році він був обраний членом Королівського товариства, а в 1788 році отримав звання Лицаря Лазні.
У 1755 році після смерті свого батька він успадкував будинок Ескот поблизу Оттері Сент-Мері, Девон. У 1794 році він продав його за 26 000 фунтів стерлінгів серу Джону Кеннавею, 1-му баронету, в чиїй власності той згорів у 1808 році.
Коли Янґ помер, маючи борги, 25 вересня 1812 року в Гемптон-корті, титул баронета припинився. Спочатку Янґа поховали на місці смерті, але пізніше його останки були ексгумовані та перевезені морем, щоб бути похованими у сімейному склепі в парафії Колітон. Вважається, що повторне поховання відбулося вночі через страх, що його кредитори можуть забрати тіло.

## Сім'я
Янґ одружився з Енн Клів, дочкою та єдиною спадкоємицею Бурчі Кліва, 10 липня 1765 року. Янґові тоді було 34 роки, а Енн — 20 або, можливо, вже 21. Батько Енн за два дні до смерті змінив свій заповіт, щоб накласти обмеження на спадок Енн, якщо вона вийде заміж за когось, кого її мати вважала б невідповідним. Чи сталося це, неясно.
Енн не мала дітей. Вона померла в Гемптоні 7 січня 1833 року.
Існує велика плутанина в багатьох джерелах, як в Інтернеті, так і в друкованих виданнях, які називають дружину Джорджа Янґа Елізабет. Ймовірно, це помилка. 

## Спадщина

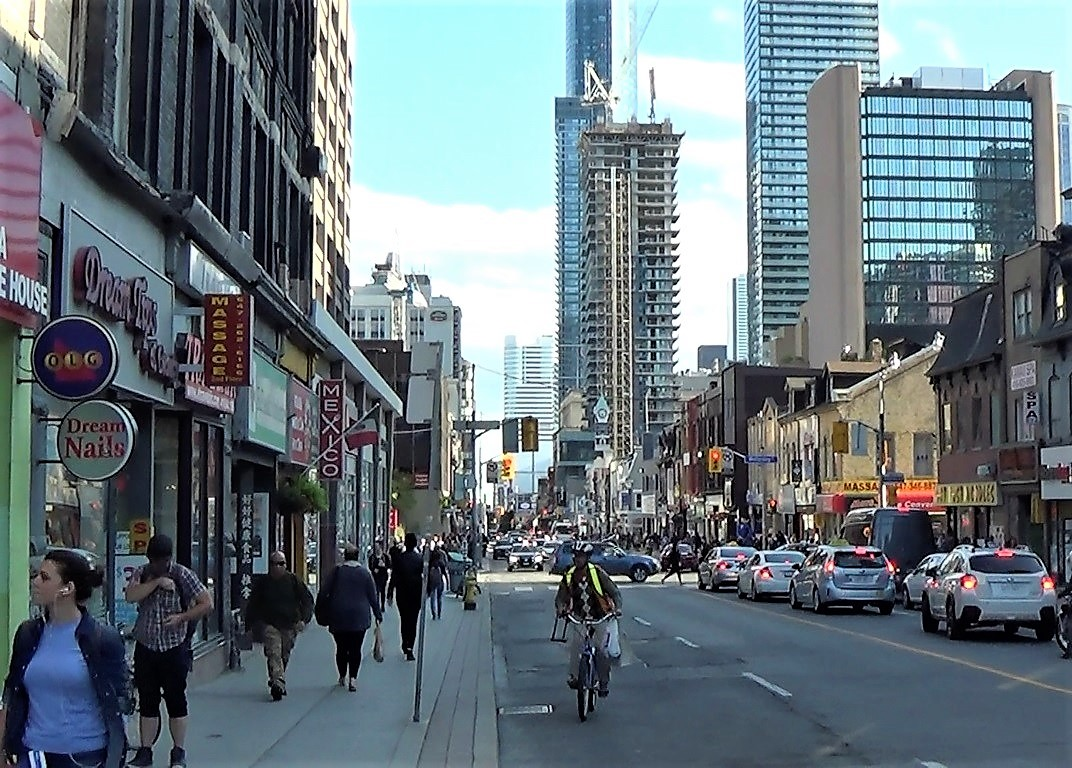
Янґ-стріт, Торонто

Янґ вважався експертом з римських доріг: «Він був літератором, членом FRS і членом Товариства антикварів, якому він передав чудові мемуари на тему римських доріг і таборів у зв’язку з деякими відкриттями, що були зроблені в Менсфілді, в Ноттінґемширі, і в тому є особлива привабливість, що вулиця Янґ названа на його честь, оскільки це була саме така дорога, і адаптована до подібних використань, як ті, які він досліджував.
Янґ-стріт, головна вулиця Торонто з півночі на південь, була побудована між 1795 і 1796 роками від Еґлінтон-авеню до озера Сімко. Пізніше дорогу було продовжено на південь до вулиці Блюр, а ще пізніше на південь до озера Онтаріо. Yonge Mills Road і Townline Road Escott Yonge у містечку Фронт-оф-Янґ у Маллорітауні, Онтаріо, також названі на його честь.

## Зовнішні посилання
- Yonge, George . Dictionary of National Biography. London: Smith, Elder & Co. 1885–1900.
- Yonge Street and Dundas Street : the men after whom they were named : a paper from the Canadian journal of literature, science and history. Henry Scadding